# Ашеме, Жан-Батист
Жан-Батист Ашеме ( фр. Jean-Baptiste Hachème; 24 июня 1929, Порто-Ново, Французская Дагомея — 3 мая 1998, Котону, Бенин) – бенинский военный, политический и государственный деятель. Президент Республики Дагомея с 19 по 20 декабря 1967 года.

## Биография
Представитель народа фон. Служил в армии, майор.
Вышел на политическую арену в 1963 году, когда подавил беспорядки, пытаясь вернуть к власти  бывшего президента Юбера Кутуку Маги. С этого времени занимал разные государственные посты, в том числе был фактическим главой государства Дагомея. Дважды увольнялся из армии. 
В 1967 году некоторое время возглавлял Военный комитет бдительности, который был создан для управления режимом президента Кристофа Согло. Когда позже в том же году Морис Куандете захватил президентский пост, Ашеме был назначен председателем временного правительства, Военно-революционного комитета, и фактически занимал пост главы государства с 18 декабря 1967 по 19 декабря 1967 года.
Позже вместе с группой армейских офицеров Альфонсом Алле и Паскалем Чаби  Као был обвинен в подготовке государственного переворота против президента Матьё Кереку 28 февраля 1973 года и приговорён к 20-летнему сроку каторжных работ. Был освобождён по амнистии в 1984 году.